# Афгано-непальские отношения
Афгано-непальские отношения — двусторонние дипломатические отношения между Афганистаном и Непалом. Государства являются членами Организации Объединённых Наций, Ассоциации регионального сотрудничества Южной Азии (СААРК) и Всемирной торговой организации. Государства не имеют дипломатических представительств в столицах друг друга.

## История
Первые афгано-непальские контакты состоялись во времена Первой англо-афганской войны. Тысячи непальских солдат из отрядов гуркхов были в составе Британской Индийской армии во время вторжения 1839 года. Неизвестно, сколько из гуркхов погибло на этой войне. Сотни этих бойцов также находились в осажденном форте Чарикар, из них только одному удалось достичь британского военного лагеря в Пенджабе.
Непальские гуркхи также несли службу на афгано-индийской границе, где у них были частые стычки с местными афганскими пуштунами. Премьер-министр Непала Чандра Шамшер Рана также послал непальских солдат для участия в Вазиристанской кампании.
Официальные дипломатические отношения установлены 1 июля 1961 года.
Гуркхи Великобритании воевали в составе Международных сил содействия безопасности (ИСАФ) в Афганистане с 2001 по 2014 год. Принц Гарри также проходил службу в составе этих подразделений в Афганистане в 2007 году.
Президент Афганистана Ашраф Гани посетил Непал в 2014 году, чтобы встретиться с президентом Непала Рамом Бараном Ядавом. Стороны обсудили пути развития двусторонних отношений, особенно в рамках СААРК.
Во время войны в Афганистане (2001–2021) непальские гуркхи, нанятые частными компаниями, сыграли решающую роль в охране дипломатических помещений и официальных лиц в Афганистане. В стране находилось до 15 000 непальцев, которых привлекала хорошая заработная плата, несмотря на нестабильную ситуацию в Афганистане.
После падения Кабула в 2021 году правительство Непала попыталось эвакуировать всех своих граждан из Афганистана. У Непала нет дипломатического представительства в Кабуле, интересы страны представлены через посольство в Индии.